# The Rolling Girls
The Rolling Girls (ローリング☆ガールズ?, Rōringu Gāruzu) è una serie televisiva anime prodotta da Wit Studio e diretta da Kotomi Deai. Trasmessa in Giappone tra il 10 gennaio e il 28 marzo 2015, in Italia è stata acquistata dalla Dynit. Due adattamenti manga, editi dalla Mag Garden, hanno iniziato la serializzazione rispettivamente il 4 e il 27 ottobre 2014.

## Trama
Dieci anni dopo la Grande Guerra di Tokyo, le prefetture giapponesi si sono divise in diverse città-Stato indipendenti, ognuna di esse governata da un profeta, chiamato "mosa", che funge da rappresentante nelle dispute territoriali e che è affiancato dai "mob", persone normali che hanno il compito di assisterlo.
Nozomi Moritomo è una mob come tanti altri, ma dopo che la sua amica mosa Masami Utoku rimane gravemente ferita al termine di una battaglia prolungata, lei ed altre tre sue compagne — Yukina, Ai e Chiaya — decidono di iniziare a viaggiare insieme per tutto il Giappone con le loro motociclette, tentando di diventare più forti e cercando nel frattempo delle pietre speciali a forma di cuore.

## Personaggi

### Personaggi principali

Chiaya, Nozomi, Ai e Yukina

Nozomi Moritomo (森友 望未?, Moritomo Nozomi)
Doppiata da: Ari Ozawa
La protagonista della serie, ossia una nuova recluta degli Hiyoshicho Propellers (日吉町プロペラーズ?, Hiyoshicho Puroperāzu) che desidera diventare più forte. È un'amica d'infanzia di Masami, a cui vuole bene proprio come se fosse una sorella. Il suo cibo preferito è il melonpan.
Yukina Kosaka (小坂 結季奈?, Kosaka Yukina)
Doppiata da: Rina Hidaka
Una ragazza senza alcun senso dell'orientamento che proviene dalla stessa città di Nozomi. Ha una personalità molto timida, tanto che si rivolge agli altri sempre in maniera pacata e gentile.
Ai Hibiki (響 逢衣?, Hibiki Ai)
Doppiata da: Risa Taneda
Una ragazza allegra che viene scacciata dai mob di Higashimurayama dopo aver tentato di salvare gli Hiyoshicho Propellers da loro tenuti in ostaggio.
Chiaya Misono (御園 千綾?, Misono Chiaya)
Doppiata da: Yumiri Hanamori
Una ragazzina che sa i nomi d'infanzia di Nozomi, Yukina ed Ai e che è alla ricerca delle pietre a forma di cuore dei mosa. È la figlia adottiva di Haruka Misono, la presidentessa di Tokorozawa. Proprio come Haruka, è in realtà un'aliena proveniente dal futuro, la cui vera forma è simile a quella di un piccolo polpo giallo.

### Tokorozawa e Higashimurayama
Masami Utoku (宇徳 真茶未?, Utoku Masami)
Doppiata da: Ayumi Fujimura
Una mosa nota come Matcha Green (マッチャグリーン?, Matcha Gurīn) che combatte per Tokorozawa e che indossa un'uniforme verde per nascondere la sua vera identità, inconsapevole del fatto che ormai tutti, ad eccezione di Nozomi, la sanno già.
Kuniko Shigyō (執行 玖仁子?, Shigyō Kuniko)
Doppiata da: Fuyuka Ōura
Una "leggendaria esecutrice" della Grande Guerra di Tokyo che brandisce un'enorme spilla di sicurezza in combattimento. È una vecchia rivale di Masami che, dopo essere diventata la mosa di Higashimurayama, fa di tutto per affrontarla, solo per poi finire in ospedale insieme a lei.
Yukari Otonashi (音無 ゆかり?, Otonashi Yukari)
Doppiata da: Nozomi Furuki
La mob a capo dei subordinati di Kuniko.
Haruka Misono (御園 ハルカ?, Misono Haruka)
Doppiata da: Sayaka Ōhara
La presidentessa di Tokorozawa, nonché la madre adottiva di Chiaya. Proprio come quest'ultima, anche lei è un'aliena, però di una specie differente. È iperprotettiva nei confronti di Chiaya, cercando di tenerla sempre confinata a casa con Momiyama per paura che possa rivelare a qualcuno la sua vera natura. È anche alla ricerca delle pietre a forma di cuore dei mosa, così da riportare Chiaya sul suo pianeta nativo dai suoi genitori biologici. Il suo vero aspetto è simile a quello di una seppia.
Kuranosuke Momiyama (籾山 蔵之介?, Momiyama Kuranosuke)
Doppiato da: Tomokazu Seki
L'assistente di Haruka che insegue segretamente Nozomi e le sue compagne di viaggio per assicurarsi che Chiaya torni a casa.
Hinayo Moritomo (森友 日向代?, Moritomo Hinayo)
Doppiata da: Yuki Masuda
La madre di Nozomi e la moglie di Tomomori, la quale gestisce il ristorante di famiglia a Tokorozawa.
Tomomori Moritomo (森友 友守?, Moritomo Tomomori)
Doppiato da: Hiroki Tōchi
Il padre di Nozomi e il marito di Hinayo.

### Always Comima
Aki Habara (羽原 アキ?, Habara Aki)
Doppiata da: Mika Kanai
La mosa dell'Always Comic Market, nota come Thunderoad (サンダーロード?, Sandārōdo). È la leader dei Cavalieri delle Torri Gemelle, ovvero una squadra di cosplayer il cui scopo è mantenere la zona sicura. L'attacco speciale del suo spadone è in grado di evitare i mob innocenti e colpire solo quelli malvagi. In realtà, Aki è un'otaku ossessionata dall'anime La Coppia che Scoppia: Rick & Shaw.

### Aichi e Mie
Tomoki Suzuka (鈴鹿 友亀?, Suzuka Tomoki)
Doppiato da: Yoshimasa Hosoya
Il mosa dei Mie Motors, un mototassista di Aichi che spera di portare la pace in città.
Himeko Uotora (魚虎 姫子?, Uotora Himeko)
Doppiata da: Hiromi Igarashi
Mamoru Uotora (魚虎 守?, Uotora Mamoru)
Doppiato da: Shinpachi Tsuji
Dandy (ダンディ?, Dandi)
Doppiato da: Akio Ōtsuka

### Kyoto
Misa Ichijō (一条 美沙?, Ichijō Misa)
Doppiata da: Mai Nakahara
Mamechiyo (豆千代?)
Doppiata da: Saori Hayami
Shutendōji (酒呑童子?)
Doppiato da: Katsuyuki Konishi

### Okayama
Momo Fujiwara (藤原 桃?, Fujiwara Momo)
Doppiata da: Reina Ueda
La figlia adottiva di Haru Fujiwara.
Haru Fujiwara (藤原 春?, Fujiwara Haru)
Doppiata da: Atsuko Tanaka
Ura Kukino (九鬼 温羅?, Kukino Ura)
Doppiata da: Chisa Yokoyama
La madre biologica di Momo Fujiwara, nonché la leader degli Okayama Demons.

### Hiroshima
Kaguya Nayotake (名余竹 輝夜?, Nayotake Kaguya)
Doppiata da: Shizuka Itō
Shima Ishizukuri (石作 志麻?, Ishizukuri Shima)
Doppiata da: Masako Katsuki

## Media

### Manga
Un adattamento manga, edito dalla Mag Garden e scritto da Yōsuke Miyagi con le illustrazioni di Bonkara, ha iniziato la serializzazione sia sul Comic Garden il 4 ottobre 2014, sia online sul Comic Blade il 30 ottobre dello stesso anno. Un altro manga yonkoma, intitolato Ro~lling Gi~rls Inspiration x Traveler (ろ〜りんぐ☆が〜るず インスピレーション×旅人?, Ro~ringu Ga~ruzu Insupirēshon x Toraberā) e disegnato da Sheepbox, ha iniziato anch'esso la serializzazione sul Comic Blade il 27 ottobre 2014.

### Anime
Annunciata da Pony Canyon nel 2014, la serie televisiva anime, prodotta da Wit Studio e diretta da Kotomi Deai, è andata in onda dal 10 gennaio al 28 marzo 2015 su MBS e più tardi su altre stazioni televisive. Le sigle di apertura e chiusura, entrambe interpretate dalle The Rolling Girls (Ari Ozawa, Rina Hidaka, Risa Taneda e Yumiri Hanamori) sono rispettivamente Tsuki no bakugekiki (月の爆撃機? cover dell'omonimo singolo dei The Blue Hearts) e Hito ni yasashiku (人にやさしく?). In Italia i diritti sono stati acquistati dalla Dynit, che ha pubblicato gli episodi in contemporanea col Giappone su Popcorn TV a partire dal 13 gennaio 2015. Gli episodi sono stati trasmessi in streaming anche dalla Funimation in America del Nord e dalla Madman Entertainment in Australia e Nuova Zelanda.

#### Episodi
| Nº | Titolo italiano Giapponese 「Kanji」 - Rōmaji                                        | In onda          | In onda |
| Nº | Titolo italiano Giapponese 「Kanji」 - Rōmaji                                        | Giapponese       |         |
| 1  | King of Rookies 「キング・オブ・ルーキー」 - Kingu obu rūkī                          | 10 gennaio 2015  |         |
| 2  | Il centro del mondo 「世界のまん中」 - Sekai no man'naka                             | 17 gennaio 2015  |         |
| 3  | Voglio diventare un eroe 「英雄にあこがれて」 - Eiyū ni akogarete                    | 24 gennaio 2015  |         |
| 4  | Sogno 「夢」 - Yume                                                                  | 31 gennaio 2015  |         |
| 5  | Persone deludenti 「期待はずれの人」 - Kitai hazure no hito                          | 7 febbraio 2015  |         |
| 6  | Veloce come un fulmine 「電光石火」 - Denkō sekka                                    | 14 febbraio 2015 |         |
| 7  | Fammi vedere le stelle 「星をください」 - Hoshi o kudasai                            | 21 febbraio 2015 |         |
| 8  | Dopo la pioggia 「雨上がり」 - Ame agari                                             | 28 febbraio 2015 |         |
| 9  | Ladri della notte 「夜の窃盗団」 - Yoru no tōzokudan                                 | 7 marzo 2015     |         |
| 10 | NO NO NO 「NO NO NO」                                                                | 14 marzo 2015    |         |
| 11 | La rosa della passione 「情熱の薔薇」 - Jōnetsu no bara                              | 21 marzo 2015    |         |
| 12 | Il futuro è nelle nostre mani 「未来は僕等の手の中」 - Mirai wa bokura no te no naka | 28 marzo 2015    |         |